# Walter George (Leichtathlet)

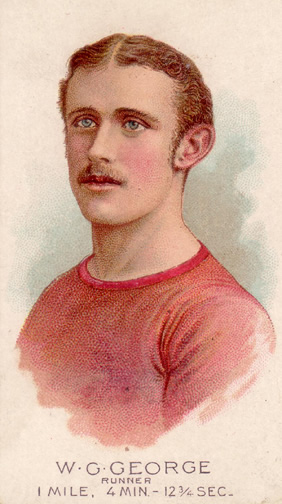
Walter George, Lithographie von Nice Allen & Ginter

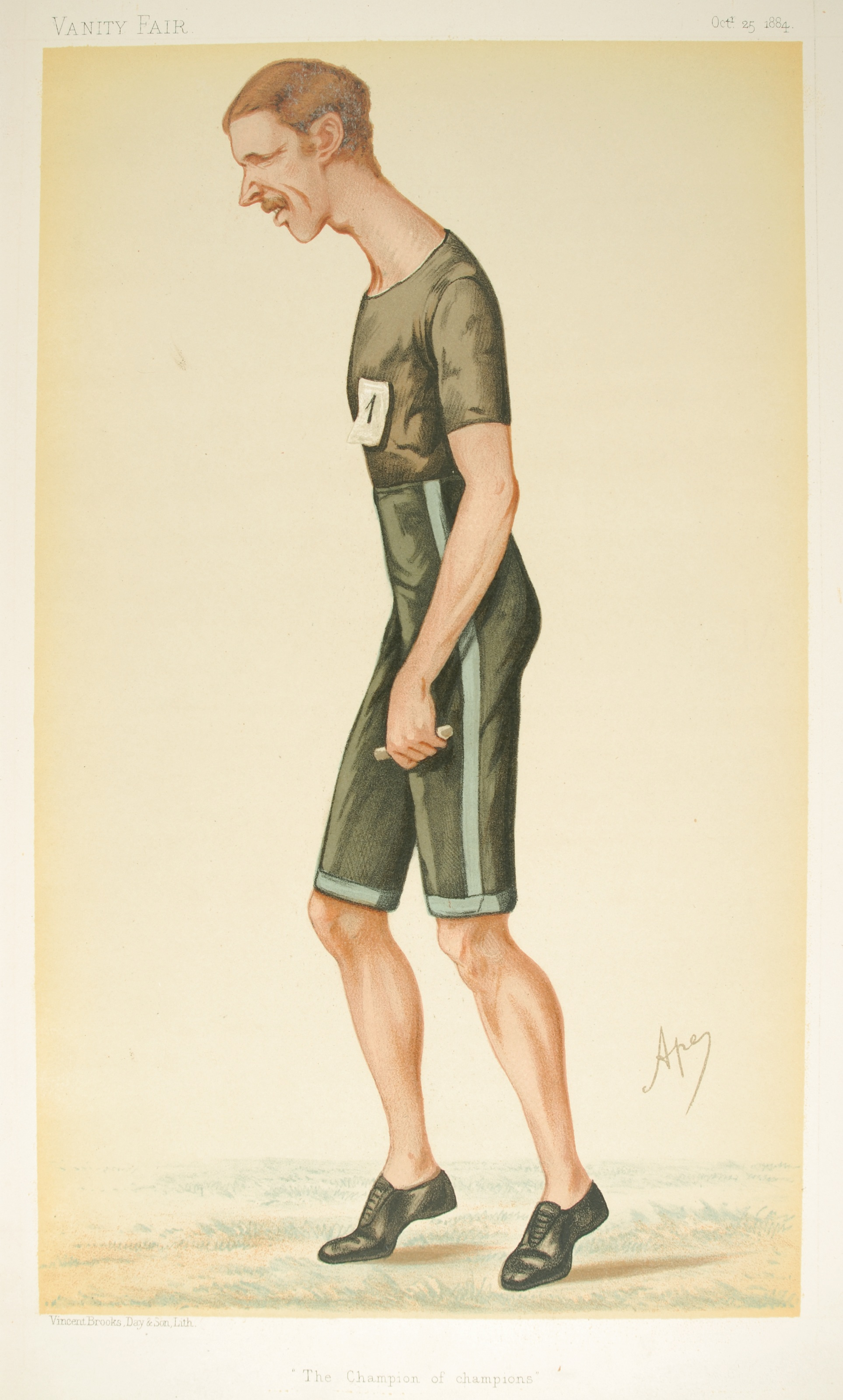
„The Champion of Champions“. Karikatur von Ape, 1884 veröffentlicht im britischen Magazin Vanity Fair.

Walter Goodall George (* 9. September 1858 in der Grafschaft Wiltshire; † 4. Juni 1943) war ein britischer Mittel- und Langstreckenläufer, der 1886 einen Weltrekord von 4:12 3/4 Minuten im Meilenlauf aufstellte, der erst 1915 von Norman Taber (USA) um eine Zehntelsekunde verbessert wurde (4:12,6).
Walter George stellte von 1880 bis 1886 insgesamt 26 Weltrekorde in verschiedenen Laufdisziplinen von 1000 Yards bis zum Stundenlauf auf. Bei einer Körpergröße von 1,81 m hatte er ein Wettkampfgewicht von 62 kg.

## Leben
Walter George war in einer Zeit aktiv, in der in Großbritannien eine strenge Trennung zwischen Amateuren und Profis bestand. Die Jahre um 1880 waren die Hochzeit des sogenannten „Pedestrianism“. Berufsläufer trugen Rennen aus, auf die Wetten platziert wurden. Wettkämpfe zwischen Profis und Amateuren waren von der AAA (Amateur Athletics Association) verboten.
George stellte zwischen 1880 und 1884 drei Amateurweltrekorde über die Meile auf. Bald fand er im Amateurlager keine Konkurrenten mehr, die ihn zu einer weiteren Verbesserung seiner Zeit von 4:18 2/5 Minuten hätten anspornen können. Im Lager der Berufsläufer war der Schotte William Cummings, der den Weltrekord der Profis 1885 bis auf 4:16 1/5 Minuten gesteigert hatte, in einer noch schlimmeren Situation. Er war seinen Konkurrenten so weit überlegen, dass auf seine Rennen nicht mehr gewettet wurde.
1882 beantragte George eine Ausnahmegenehmigung bei der AAA, gegen Cummings laufen zu dürfen, die ihm aber verweigert wurde. 1885 zog er, auch bedingt durch Schulden in Höhe von 1000 Pfund, die Konsequenz und wurde Profi. 1885 und 1886 liefen George und Cummings zwei Serien mit jeweils drei Rennen auf verschiedenen Strecken gegeneinander.
Höhepunkt dieser Serien war das Meilenrennen am 23. August 1886 in London. George führte den Lauf bis zur dritten Runde an, doch Cummings blieb ihm dicht auf den Fersen. Eingangs der Schlussrunde setzte sich Cummings an die Spitze und lief einen Vorsprung von sieben Metern heraus, den er aber nicht halten konnte. George holte auf und passierte ihn 55 Meter vor dem Ziel. Cummings brach erschöpft zusammen und George durchlief das Zielband nach 4:12 3/4 Minuten, womit er Cummings Weltrekord um mehr als drei Sekunden verbesserte. Vielfach wurde und wird dieses Rennen als „Rennen des Jahrhunderts“ bezeichnet. Einhergehend mit dem Niedergang des „Pedestrianism“ sollte es fast 30 Jahre dauern, bis der offizielle Weltrekord der IAAF schneller war als Georges Profi-Weltrekord.